# 佩里尼厄
佩里尼厄（法語：Périgneux，法語發音：[peʁiɲø]）是法国卢瓦尔省的一个市镇，属于蒙布里松区。

## 地理
佩里尼厄（45°26'33"N, 4°9'18"E）面积32 平方千米，位于法国奥弗涅-罗讷-阿尔卑斯大区卢瓦尔省，该省份为法国中南部省份，北起顺时针与索恩-卢瓦尔省、罗讷省、伊泽尔省、阿尔代什省、上盧瓦爾省、多姆山省和阿列省接壤。
与佩里尼厄接壤的市镇（或旧市镇、城区）包括：阿博安、尚布勒、舍讷雷耶、吕列克、福雷地区圣马塞兰、圣莫里斯昂古尔瓜、圣尼济耶德福尔纳、拉图雷特。

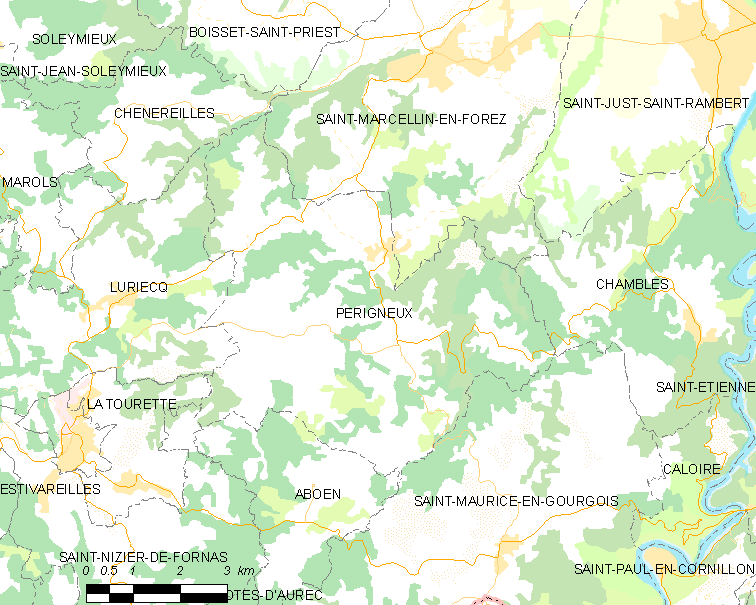
佩里尼厄的OSM定位图

佩里尼厄的时区为UTC+01:00、UTC+02:00（夏令时）。

## 行政
佩里尼厄的邮政编码为42380，INSEE市镇编码为42169。

## 政治
佩里尼厄所属的省级选区为圣瑞斯特-圣朗贝尔县。

## 人口

1962-2008年间佩里尼厄人口变化图示

佩里尼厄于2022年1月1日时的人口数量为1601人。